# Aloe cheranganiensis
Aloe cheranganiensis är en grästrädsväxtart som beskrevs av Susan Carter och Brandham. Aloe cheranganiensis ingår i släktet Aloe och familjen grästrädsväxter. Inga underarter finns listade i Catalogue of Life.